# Поліподіум
Поліпо́діум — єдиний наразі відомий представник багатоклітинних тварин, що є внутрішньоклітинним паразитом багатоклітинних тварин. Його таксономічна приналежність є спірною: традиційно, на основі подібності ранніх стадій розвитку та будови кнідоцитів (жалячих клітин) його відносили до ряду Наркомедузи класу Гідроїдні; але в останні роки були проведені молекулярно-генетичні дослідження, які показали близьку спорідненість поліподіума з одноклітинними типу Міксоспоридії (Myxozoa). Окрім того, такі деталі анатомії, як білатеральна симетрія, наявність гонодуктів (протоків статевих залоз), та повне розділення епітеліальних та м'язових клітин, споріднюють поліподіума з тришаровими тваринами, в той час як Кнідарії належать до двошарових. Зараз більшість дослідників відносить його до типу Кнідарії як самостійний клас, але й факт приналежності цього виду до кнідарій є дискусійним (див., наприклад, Siddall et al., 1995).

## Поширення
Поліподіума було відкрито в ікрі стерляді (Acipenser ruthenus) в басейні Волги. Згодом виявилось, що він паразитує в чорній ікрі дванадцяти видів родини Осетрові (Acipenseridae) в Євразії та одного виду родини Веслоносові (Polyodontidae) — американському веслоносі — в Північній Америці. Незважаючи на розрив ареалу між різними континентами у сполученні з паразитуванням на представниках риб з різних родин, було показано (Raikova et. al., 1979), що поліподіуми, знайдені в Америці і в Євразії, належать до одного виду.
В Україні поліподіум зустрічається в ікрі осетрових, що заходять в річки басейнів Чорного та Азовського морів; при цьому його основним хазяїном, як і на решті території Євразії, є стерлядь.

## Життєвий цикл
Дослідження життєвого циклу поліподіума виявили унікальну систему адаптації багатоклітинного орагнізму до довготривалого (протягом кількох років) паразитування всередині єдиної клітини — ооцита риб; при цьому в життєвому циклі присутня і вільноживуча стадія.
Паразитична стадія проходить в безжовткових (пре-вітеллогенних) ооцитах — стадії двоядерної клітини, клітини в клітині, дроблення, включаючи довгоживучу морулу; та в жовткових (вітеллогенних) ооцитах — стадії планули, столону без бруньок та столону із внутрішніми бруньками. Розташування зародкових листків в планулі та столоні обернене: ектодерма знаходиться всередині, а ентодерма прилягає до жовтку ооцита. При цьому бруньки із зачатками вільноживучих медуз вивернуті всередину, а через ентодерму здійснюється всмоктування поживних речовин, як це відбувається в травній порожнині вільноживучих поліпів.
Постадійно життєвий цикл поліподіума проходить так:
1. Єдина клітина в превітеллогенному ооциті. Кожна клітина містить два ядра (одне велике і одне маленьке гаплоїдне, що щільно до нього прилягає). Більше ядро починає «огинати» менше, так що врешті-решт менше ядро разом з невеликим об'ємом цитоплазми опиняється всередині більшого. Таким чином утворюється маленька клітина всередині великої клітини. Ядро маленької клітини лишається гаплоїдним, в той час як великої — стає поліплоїдним; згодом організм паразита стає диплоїдним, але як саме це відбувається, досі невідомо.
2. Маленька клітина починає ділитись, а з великої розвивається трофамніон — велика клітина-оболонка, що підтримує та забезпечує розвиток малої клітини. Маленька клітина формує при поділі бластомери, і згодом група клітин — її нащадків утворює ембріон, що так само знаходиться всередині ростучого трофамніона. По мірі розвитку ембріон збільшується та проходить гаструляцію, в той же час ядро трофамніону стає складчастим.
3. Перед нерестом риби-хазяїна, коли ооцити починають швидко накопичувати жовток, поліподіум перебуває всередині у вигляді планули з двома зародковими листками, аналогічній таким інших представників кнідарій.

Різні стадії життєвого циклу поліподіуму: вгорі — столон в ікринці; посередині — фрагментований на бруньки столон перед вивертанням в нормальне положення; внизу — вільноживучий медузоїд

Інфіковані ооцити стають більшими та темнішими за неінфіковані, і ядра ооцитів на цій стадії поступово гинуть.
4. Планула подовжується і формує столон, аналогічний поліпу вільноживучих кнідарій. Він також продовжує рости, згортаючись в ікринці спірально, на ньому з'являються 20—40 вивернутих всередину бруньок із щупальцями та кнідоцитами, з яких згодом розвиваються вільноживучі організми, аналогічні медузам. Безпосередньо перед нерестом столон вивертається «навиворіт», так що ектодерма і ентодерма набувають нормального положення (ектодерма — назовні, ентодерма — всередині), а бруньки вивертаються щупальцями назовні. При цьому в процесі вивертання жовток ікринки втягується в гастральні порожнини бруньок (майбутніх «медуз») і, таким чином, формує для них запас поживних речовин для вільного існування. Столон прориває оболонку ікринки та виходить в яйцевід, з якого в процесі нересту викидається назовні.
5. В воді столон фрагментується на бруньки, з яких формуються медузоподібні вільноживучі особини з 24-ма щупальцями, що завдяки двом більшим парам щупальців пересуваються, «ходячи» по ґрунту, а решта використовується для харчування та захисту. Ці медузоїди ростуть та розмножуються поділом вздовж провздовжної осі, поділ починається від аборального полюса і закінчується на оральному; перед поділом на аборальному полюсі організму формується набір щупалець, аналогічний основному.
По мірі того, як закінчуються запаси жовтку ооцита, у медузоїдів проривається рот і вони починають харчуватись дрібними водними безхребетними (в основному планктонними).
6. В середині літа вільноживучі організми формують два типи статевих органів (гонад) ентодермального походження: так звані «жіночі» (два «яєчники», кожний з протоком в кишкову порожнину) продукують діплоїдні клітини без участі мейозу; так звані «чоловічі» гонади не мають протоків, але їхні шість клітин проходять два мейотичні поділи, даючи початок двоядерним клітинам з ядрами різного розміру. Невідомо при цьому, чи відбувається самозапліднення та/або партеногенез.
Наприкінці літа — на початку осені з гонад формуються гаметофори з ектодермальною покришкою, наповнені двоядерними клітинами та озброєні нематоцитами.
Дослідники виявляли означені гаметофори на личинках риб на ранніх стадіях розвитку (із нерозсмоктаним зовнішнім жовтковим міхуром). Такі гаметофори знаходили на жовтковому міхурі, хвостовому плавці, спині, голові, та інших частинах тіла личинок. Але як паразит потрапляє ззовні в яйцеводи, де розвиваються ооцити, досі є невідомим.

## Значення для людини
З огляду на специфіку життєвого циклу, поліподіум є шкідником осетрових господарств; проте збитки від нього не є дуже значними.
Ніякі охоронні заходи щодо поліподіума станом на 2006 рік не застосовувались.